# Татарка (приток Южного Козленца)
Татарка — река в России, протекает в Городском округе Семёновский Нижегородской области. Устье реки находится в 32 км по левому берегу реки Южного Козленеца. Длина реки — 12 км.
Исток реки у одноимённой деревни в 30 км к северо-востоку от города Семёнов. Река течёт на юго-восток, впадает в Южный Козленец у села Ивановское.

## Данные водного реестра
По данным государственного водного реестра России относится к Верхневолжскому бассейновому округу, водохозяйственный участок реки — Волга от устья реки Ока до Чебоксарского гидроузла (Чебоксарское водохранилище), без рек Сура и Ветлуга, речной подбассейн реки — Волга от впадения Оки до Куйбышевского водохранилища (без бассейна Суры). Речной бассейн реки — (Верхняя) Волга до Куйбышевского водохранилища (без бассейна Оки).
По данным геоинформационной системы водохозяйственного районирования территории РФ, подготовленной Федеральным агентством водных ресурсов:
- Код водного объекта в государственном водном реестре — 08010400312110000034622
- Код по гидрологической изученности (ГИ) — 110003462
- Код бассейна — 08.01.04.003
- Номер тома по ГИ — 10
- Выпуск по ГИ — 0